# أرنكر

الأرنكر في أنمي ومانغا بليتش هو نتيجة اندماج هولو بشينيغامي فيكون له قوة أكبر من الهولو والشينيغامي. يعد آيزن سوسكى أول من نجح في دمج الهولو بالشينيغامي وإنتاج الأرنكر باستخدام أداة اخترعها أوراهارا كيسكى.